# Айка
А́йка (венг. Ajka) — город в Венгрии, в медье Веспрем. Расположен в горах Баконь. Население — 29 685 жителей (2009).

## География и транспорт
Айка расположена в 25 километрах на запад от столицы медье — Веспрема и на таком же расстоянии к югу от Папы. В 3 километрах к северу от города проходит автомагистраль Е66 Секешфехервар-Веспрем-Кёрменд-Ильц. Через Айку проходит железнодорожная трасса Секешфехервар-Веспрем-Целльдёмёльк.

## История
Современный город создан в 1960 году объединением четырёх деревень, существовавших здесь ранее. Позднее к городу были присоединены ещё четыре окрестные деревни.
Деревня Айка, ставшая центром нового города, впервые упомянута в 1214 году, однако основана ещё раньше. Имя деревни происходит от одноимённого клана, который, в свою очередь, назван по имени князя Хейко, одного из членов свиты королевы Гизеллы, супруги короля Иштвана Святого.
Вплоть до конца XIX столетия Айка продолжала оставаться маленькой деревней. В XIX веке в окрестностях были открыты залежи угля, в 1930-х годах — месторождения бокситов. В 1937 году здесь была построена первая в мире фабрика по производству криптона.
В социалистическую эпоху Айка стала большим промышленным центром — здесь был построен Айкайский глинозёмный завод (венг.) и большая стекольная фабрика.
4 октября 2010 года на Айкайский глинозёмном заводе по производству произошла авария — прорвало дамбу хвостохранилища с красным шламом. Из резервуара вылилось около 1 миллиона кубометров ядовитого вещества. В результате потоки токсичных отходов распространились на территорию 40 квадратных километров, затопив улицы и дома в Айке и нескольких близлежащих населенных пунктах.

## Экономика
Алюминиевый комбинат, стекольная фабрика, кирпичный завод. В окрестностях города добыча бурого угля и бокситов.

## Достопримечательности
- Католическая церковь в районе Тёшокберенд (позднее барокко, 1807—1808)
- Католическая церковь в Айке (позднее барокко, 1788)
- Протестантская церковь в Айке (позднее барокко, 1783)
- Евангелическая церковь в Айке (позднее барокко, 1786-89)
- Музей горнодобычи
- Стекольный завод

## Археология
В 2010 году, неподалёку от города, на территории бокситового месторождения, были найдены кости черепа нового вида динозавров, принадлежащего к инфраотряду Цератопсы — Ajkaceratops kozmai, возрастом около 85 миллионов лет (сантонский ярус верхнего мела). Тогда эта территория была одним из островов архипелага в древнем океане Тетис.

## Население
| 2013   | 2014    | 2018    | 2021    | 2022    | 2023    | 2024    |
| ------ | ------- | ------- | ------- | ------- | ------- | ------- |
| 29 048 | ↘28 775 | ↘27 995 | ↘26 963 | ↘26 705 | ↘26 643 | ↘26 408 |

## Города-побратимы
- Вайц, Австрия[11]
- Дунхай, Китай[11]
- Кристуру-Секуеск, Румыния[11]
- Рованиеми, Финляндия[11]
- Унна, Германия[11]